# 跳腰返
跳腰返（はねごしがえし）は、柔道の投技の一つで足技21本の一つ。講道館では1982年（昭和57年）に新たに名称として登録された。講道館や国際柔道連盟 (IJF) での正式名。IJF略号HGG。

## 概要
跳腰の返し技で後の先の技の一種である。基本形はお互いが右組の場合、相手（受け）が跳腰で攻めてきた時、自分（取り）は腹を突き出し相手の技を受け止め、相手の片足になっている軸脚（左脚）を払い上げ投げる。形としては送足払に近い形となる。似た動きの技としては払腰返・内股返があるが、体の捌き方やタイミングなどが異なる。体をあずけるように刈り倒してもよい。別名刈返（かりかえし）、二段小外刈（にだんこそとがり）。小外刈の二段小外刈とは異なる技である。
名称設定の経緯については後の先も参照のこと。

## 変化

### 跳腰前裏
跳腰前裏（はねごしまえうら）は受の跳腰を腰であふり上げ釣り手を下に引き、引き手を押して受を横に捻り背中から前に落とす腰技の跳腰返。1982年の「講道館柔道の投技の名称」制定に際しては講道館では新名称の候補に挙がったが跳腰返の一つの場合とすることになり、採用されなかった。

### 払釣込腰
払釣込腰（はらいつりこみごし）は跳腰前裏を応用した技法で、受の跳腰を腰であふり上げ、釣り手側の足で受の脚を空中で払釣込足の様に払う跳腰返。1981年の『柔道』誌で柔道家の醍醐敏郎は上げようととした時、受が小内刈の様に防いできた時、有効だとしている。